# Miedwiedki (rejon diemidowski)
Miedwiedki (ros. Медведки) – wieś (ros. деревня, trb. dieriewnia) w zachodniej Rosji, w osiedlu miejskim Diemidowskoje rejonu diemidowskiego w obwodzie smoleńskim.

## Geografia
Miejscowość położona jest nad Starką (dopływ Kaspli), przy drodze regionalnej 66N-0518 (Diemidow – Miedwiedki – Tierieszyny – Jeśkowo), 6 km od drogi regionalnej 66K-11 (R120 / Olsza – Wieliż – granica z obwodem pskowskim), 3,5 km od centrum administracyjnego osiedla miejskiego i całego rejonu (Diemidow), 64,5 km od stolicy obwodu (Smoleńsk), 37 km od granicy z Białorusią.
W granicach miejscowości znajdują się ulice: Mołodiożnaja, Rakitnaja, Zariecznaja.

## Demografia
W 2010 r. miejscowość zamieszkiwało 131 osób.

## Historia
W czasie II wojny światowej od lipca 1941 roku dieriewnia była okupowana przez hitlerowców. Wyzwolenie nastąpiło we wrześniu 1943 roku.